# Spirotheristus tortuosus
Spirotheristus tortuosus är en rundmaskart som först beskrevs av Timm 1961.  Spirotheristus tortuosus ingår i släktet Spirotheristus och familjen Monhysteridae. Inga underarter finns listade i Catalogue of Life.